# Discografia formației JLS
Discografia grupului muzical JLS se compune din patru albume de studio, un EP, un album video și douăsprezece discuri single. Formația a devenit cunoscută în urma participării sale la emisiunea-concurs The X Factor din anul 2008, unde s-a clasat pe locul secund, în urma Alexandrei Burke. La scurt timp, JLS a semnat un contract de promovare cu casa de discuri Epic Records și a lansat în iulie 2009 primul său extras pe single, sub titulatura de „Beat Again”. Cântecul s-a bucurat de succes în ierarhiile de specialitate ocupând prima poziție în Regatul Unit, unde a câștigat un disc de aur și a devenit una dintre cele mai bine vândute piese ale anului. Grupul a și-a lansat materialul de debut — JLS — în noiembrie 2010, fiind precedat de șlagărul „Everybody in Love”, ambele acumulând vânzări și clasări notabile, albumul comercializându-se în peste un milion de exemplare doar în țara de origine a formației.
În vara anului 2010 a început promovarea unui nou album, precedat de compoziția „The Club Is Alive”, care a devenit al treilea single clasat pe locul întâi al grupului în Regatul Unit. Concomitent, un EP cu o serie de înregistrări lansate anterior a fost distribuit în America de Nord, în paralel cu primul single comercializat în acest teritoriu, „Everybody in Love”. Pe 16 septembrie 2010 formația a lansat piesa „Love You More”, dedicată cauzei BBC, Children in Need. A fost a patra piesă clasată pe primul loc în topurile din Regatul Unit. Outta This World a fost lansat pe 22 noiembrie 2010 și a devutat pe locul 2 în UK Albums Chart vânzându-se 152.000 de exemplare. Al treilea single al albumului, „Eyes Wide Shut”, a fost remixat pentru a-l include pe Tinie Tempah, și a ajuns pe locul al optulrea în UK Singles Chart.
JLS a început să lucreze la cel de-al treilea album în martie 2011. În mai 2011 s-a confirmat faptul că primul single va fi produs în colaborare cu Dev, intitulat „She Makes Me Wanna”. A fost lansat pentru a fi descărcat digital pe 24 iulie 2011. A debutat pe primul loc înclasamentele de specialitate din Marea Britanie, fiind cel de-al cincilea single care reușește acest lucru. Pe 15 septembrie JLS a anunțat că „Take a Chance on Me” va fi cel de-al doilea single de pe cel de-al treilea album. S-a clasat pe locul al doilea în UK Charts. Jukebox a fost lansat pe 14 noiembrie 2011 și a debutat tot pe locul al doilea în UK Albums Chart. A treia piesă de pe album, „Do You Feel What I Feel?” a fost lansată pe 1 ianuarie 2012 și s-a clasat pe locul al șaisprezecelea în UK Charts.
Ultimul album lansat de formație, compilația Goodbye: The Greatest Hits, marchează destrămarea formației, care va susține un turneu de rămas bun în Marea Britanie.

## Albume
| Albume de studio                                                                                     |                  |                                     |   |   |   |   |    |    |                                                    |
| 2009                                                                                                 | JLS              | - Vânzări: +1 milion (Regatul Unit) | 1 | 1 | 2 | 1 | 8  | 4  | - IRL: 2× Disc de platină - UK: 4× Disc de platină |
| 2010                                                                                                 | Outta This World | - Vânzări: +500.000 (Regatul Unit)  | 2 | 1 | 3 | 4 | 10 | 11 | - IRL: Disc de platină - UK: 2× Disc de platină    |
| 2011                                                                                                 | Jukebox          | - Vânzări: +300.000 (Regatul Unit)  | 2 | 1 | 4 | 5 | ** | 13 | - IRL: Disc de aur - UK: Disc de platină           |
| 2012                                                                                                 | Evolution        | - Vânzări:                          | 3 | 1 | 7 | 3 |    |    | - UK: Disc de aur                                  |
| Notația „**” indică faptul că ierarhia nu a mai fost publicată în perioada de promovare a albumului. |                  |                                     |   |   |   |   |    |    |                                                    |

## Discuri EP și compilații
| An   | Titlu | Informații | Clasamente | Clasamente |
| An   | Titlu | Informații | S.U.A.     | CAN        |
| ---- | ----- | --- | ---------- | ---------- |
| 2010 | JLS   | - Lansat: 3 august 2010 - Lansat doar în Canada și S.U.A. - Casă de discuri: Jive Records - Formate: CD, descărcare digitală | —          | —          |

| Titlu                      | Detaliile albumului                                                                  | Clasări în top | Clasări în top |
| Titlu                      | Detaliile albumului                                                                  | UK             | IRE            |
| -------------------------- | ------------------------------------------------------------------------------------ | -------------- | -------------- |
| Goodbye: The Greatest Hits | - Lansat: 18 noiembrie 2013 - Casă de discuri: RCA - Format: CD, descărcare digitală |                |                |

## Discuri single
| Anul       | Single                                                         | Poziția maximă | Poziția maximă | Poziția maximă | Poziția maximă | Poziția maximă | Poziția maximă | Poziția maximă | Poziția maximă | Poziția maximă | Poziția maximă | Poziția maximă | Poziția maximă | Album                      |
| Anul       | Single                                                         | UK             | R&B            | UK.D. [A]      | SCO            | IRL            | IR.D. [B]      | EST            | ROM            | BUL            | SER            | EUR            | UWC            | Album                      |
| ---------- | -------------------------------------------------------------- | -------------- | -------------- | -------------- | -------------- | -------------- | -------------- | -------------- | -------------- | -------------- | -------------- | -------------- | -------------- | -------------------------- |
| 2009       | „Beat Again”                                                   | 1              | 1              | 1              | 1              | 3              | 5              | 11             | 2              | 8              | 28             | 29             | 19             | JLS                        |
| 2009       | „Everybody in Love”[C]                                         | 1              | 1              | 1              | 1              | 2              | 4              | 15             | —              | 43             | —              | 36             | 20             | JLS                        |
| 2010       | „One Shot”                                                     | 6              | —              | 6              | 7              | 11             | 11             | —              | 56             | 41             | —              | 35             | —              | JLS                        |
| 2010       | „The Club Is Alive”                                            | 1              | 1              | 1              | 1              | 4              | 6              | 19             | —              | 21             | —              | 34             | 26             | Outta This World           |
| 2010       | „Love You More”[D]                                             | 1              | —              | 1              | 1              | 12             | 14             | —              | —              | 40             | —              | 36             | 22             | Outta This World           |
| 2011       | „Eyes Wide Shut” (cu Tinie Tempah)                             | 8              | 3              | 8              | 8              | 14             | 14             | —              | —              | 12             | 20             | 42             | —              | Outta This World           |
| 2011       | „She Makes Me Wanna” (cu Dev)                                  | 1              | 1              | 1              | 1              | 2              | 2              | 34             | —              | 42             | —              | 32             | 22             | Jukebox                    |
| 2011       | „Take a Chance on Me”                                          | 2              | 1              | 2              | 2              | 13             | 15             | —              | —              | 28             | —              | 37             | 34             | Jukebox                    |
| 2012       | „Do You Feel What I Feel?”                                     | 16             | 6              | 15             | 15             | 29             | —              | 34             | —              | —              | 20             | 57             | —              | Jukebox                    |
| 2012       | „Proud”[E]                                                     | 6              | —              | 7              | 6              | 28             | —              | —              | —              | —              | —              | 67             | —              | Evolution                  |
| 2012       | „Hottest Girl In the World”                                    | 6              | 3              | —              | 9              | 22             | —              | —              | —              | —              | —              | —              | —              | Evolution                  |
| 2012       | „Hold Me Down”                                                 | 112            | 13             | —              | —              | —              | —              | —              | —              | —              | —              | —              | —              | Evolution                  |
| 2013       | „Billion Lights”                                               | 19             | —              | —              | 15             | 31             | —              | —              | —              | —              | —              | —              | —              | Goodbye: The Greatest Hits |
| Colaborări |                                                                |                |                |                |                |                |                |                |                |                |                |                |                |                            |
| 2008       | „Hero”[F]                                                      | 1              | —              | 1              | 1              | 1              | 1              | —              | —              | —              | —              | 15             | 12             | —                          |
| 2010       | „Everybody Hurts”[G]                                           | 1              | —              | 1              | 1              | 1              | 1              | —              | —              | —              | —              | 25             | 1              | —                          |
| 2011       | „Wishing on a Star” (Finaliștii X-Factor UK 2011 cu JLS și 1D) | 1              | —              | 1              | 1              | 1              | 1              | —              | —              | —              | —              | 40             | 22             | —                          |

### Alte cântece intrate în clasamente
| Anul | Cântec                                        | Poziția maximă | Poziția maximă | Album    |
| Anul | Cântec                                        | UK             | Ref.           | Album    |
| ---- | --------------------------------------------- | -------------- | -------------- | -------- |
| 2009 | „Crazy for You”                               | 115            | [ 36 ]         | JLS      |
| 2009 | „Keep You”                                    | 184            | [ 36 ]         | JLS      |
| 2010 | „What About Love”[H] (în colaborare cu Lemar) | 160            | [ 37 ]         | The Hits |

Note
- A ^ Clasamentul celor mai bine vândute descărcări digitale din Regatul Unit, UK Download Chart.
- B ^ Clasamentul celor mai bine vândute descărcări digitale din Irlanda, Irish Download Chart.
- C ^ Lansat ca primul extras pe single al formației în America de Nord.
- D ^ Cântecul oficial al campaniei Children In Need din anul 2010.
- E ^ Cântecul oficial al campaniei Sport Relief din anul 2012.
- F ^ Ca parte a Finaliștilor X-Factor [Regatul Unit] 2008. A primit două discuri de platină în Marea Britanie.[6]
- G ^ Înregistrarea conține doar fragmente interpretate de Aston Merrygold și Marvin Humes.  A primit două discuri de platină în Marea Britanie.[6]
- H ^ Colaborare cu Lemar, inclusă pe albumul său de compilație The Hits.

## Albume video
| An   | Titlu                          | Informații                                                                         | Clasamente | Clasamente |
| An   | Titlu                          | Informații                                                                         | UK         | IRE        |
| ---- | ------------------------------ | ---------------------------------------------------------------------------------- | ---------- | ---------- |
| 2010 | Only Tonight: Live from London | - Lansat: 6 decembrie 2010 - Casă de discuri: Epic Records - Formate: DVD, Blu-ray | 2          | 3          |

## Videoclipuri
| An   | Videoclip                   | Album            | Regizor               | Referință |
| ---- | --------------------------- | ---------------- | --------------------- | --------- |
| 2009 | „Beat Again”                | JLS              | Max & Dania           | [ 38 ]    |
| 2009 | „Everybody in Love”         | JLS              | Marcus Raboy          | [ 39 ]    |
| 2010 | „One Shot”                  | JLS              | Rich și Tony Talauega | [ 40 ]    |
| 2010 | „The Club Is Alive”         | Outta This World | Frank Borin           | [ 41 ]    |
| 2010 | „Love You More”             | Outta This World | Sanji                 | [ 42 ]    |
| 2011 | „Eyes Wide Shut”            | Outta This World | James Orez            | [ 43 ]    |
| 2011 | „She Makes Me Wanna”        | Jukebox          | Colin Tilley          | [ 44 ]    |
| 2011 | „Take a Chance on Me”       | Jukebox          | Parris                | [ 45 ]    |
| 2011 | „Do You Feel What I Feel?”  | Jukebox          | Marcus Lundin         | [ 46 ]    |
| 2012 | „Proud”                     | Evolution        | Ben Winston           | [ 47 ]    |
| 2012 | „Hottest Girl in the World” | Evolution        |                       |           |